# Polygala remota
Polygala remota är en jungfrulinsväxtart som beskrevs av Alfred William Bennett. Polygala remota ingår i släktet jungfrulinssläktet, och familjen jungfrulinsväxter. Inga underarter finns listade i Catalogue of Life.